# Cylindera obliquefasciata
Cylindera obliquefasciata is een keversoort uit de familie van de loopkevers (Carabidae). De wetenschappelijke naam van de soort is voor het eerst geldig gepubliceerd in 1817 door M.Adams.